# Enannatum II van Lagash
Enannatum II (2374-2365 v.Chr.) was ensi (vorst) van Lagash.
Hij was de zesde en laatste vorst van het huis van Ur-Nanshe. In zijn tijd waren de priesters van Ninhursag steeds machtiger geworden en begonnen een dreiging voor het koningschap te vormen. Van zijn korte regering is weinig meer bekend dan dat hij een bierbrouwerij voor (de tempeldienaren van) Ninhursag bouwde. Hij werd waarschijnlijk van de troon gestoten door een van een van de priesters  Enentarzi  die hem opvolgde.